# Daulatdia
Daulatdia (bengalisch দৌলতদিয়া Daulatadiẏā) ist ein Dorf im Distrikt Rajbari in Bangladesch. In Daulatdia liegt eines der größten Bordelle der Welt.

## Lage
Daulatdia liegt im Zentrum von Bangladesch etwa 70 Kilometer von der Hauptstadt Dhaka entfernt, an der Padma, einem der größten Flüsse Bangladeschs und hat eine Zug- und Fernstraßen-Anbindung und ist somit Verkehrsknotenpunkt für LKW-Fahrer. Daulatdia ist regelmäßig von Überschwemmungen betroffen.

## Prostitution
In Daulatdia befindet sich das größte Bordell in Bangladesch, das zugleich eines der größten Bordelle der Welt ist. Es ist eines von 20 offiziell genehmigten Bordellen des Landes, das um 1988 eröffnet wurde. Es existierte allerdings inoffiziell schon Jahrzehnte vorher. Bangladesch gehört zu den wenigen islamischen Ländern, in denen Prostitution legal ist. Die Zahl der Prostituierten im Dorf wird auf 1300 bis 2000 geschätzt. Täglich kommen über 3000 Sextouristen aus anderen Teilen Bangladeschs, um hier günstig Sex zu haben und Drogen zu bekommen.
Obwohl Prostitution in Bangladesch nur für Frauen ab 18 Jahren legal ist, beträgt das Durchschnittsalter neu ankommender Sexarbeiterinnen 14 Jahre. Einige Prostituierte in Daulatdia sind erst 10 Jahre alt. Viele von ihnen haben Zuhälter, die meistens ältere Frauen („Madams“) sind. Die Sexarbeiterinnen werden oft von ihren Zuhältern dazu gebracht, Drogen wie Ventolin oder Oradexon zu nehmen, die zum Teil zur Mast von Rindern entwickelt wurden, um von den Zuhältern abhängig zu werden. Auch Heroin und Amphetamin sind weit verbreitet. Sexuell übertragbare Infektionskrankheiten wie HIV/AIDS, Hepatitis oder Geschlechtskrankheiten sowie andere übertragbare Krankheiten wie Cholera, Tuberkulose und COVID-19 sind häufiger zu finden.
Am 20. März 2020 wurde die Schließung des Bordells als Reaktion auf die COVID-19-Pandemie angeordnet. Am 23. März 2020 appellierten Sexarbeiterinnen aus Daulatdia an die Regierung von Bangladesch, ihnen eine finanzielle Überbrückung während der Schließung zu gewähren.

## Galerie

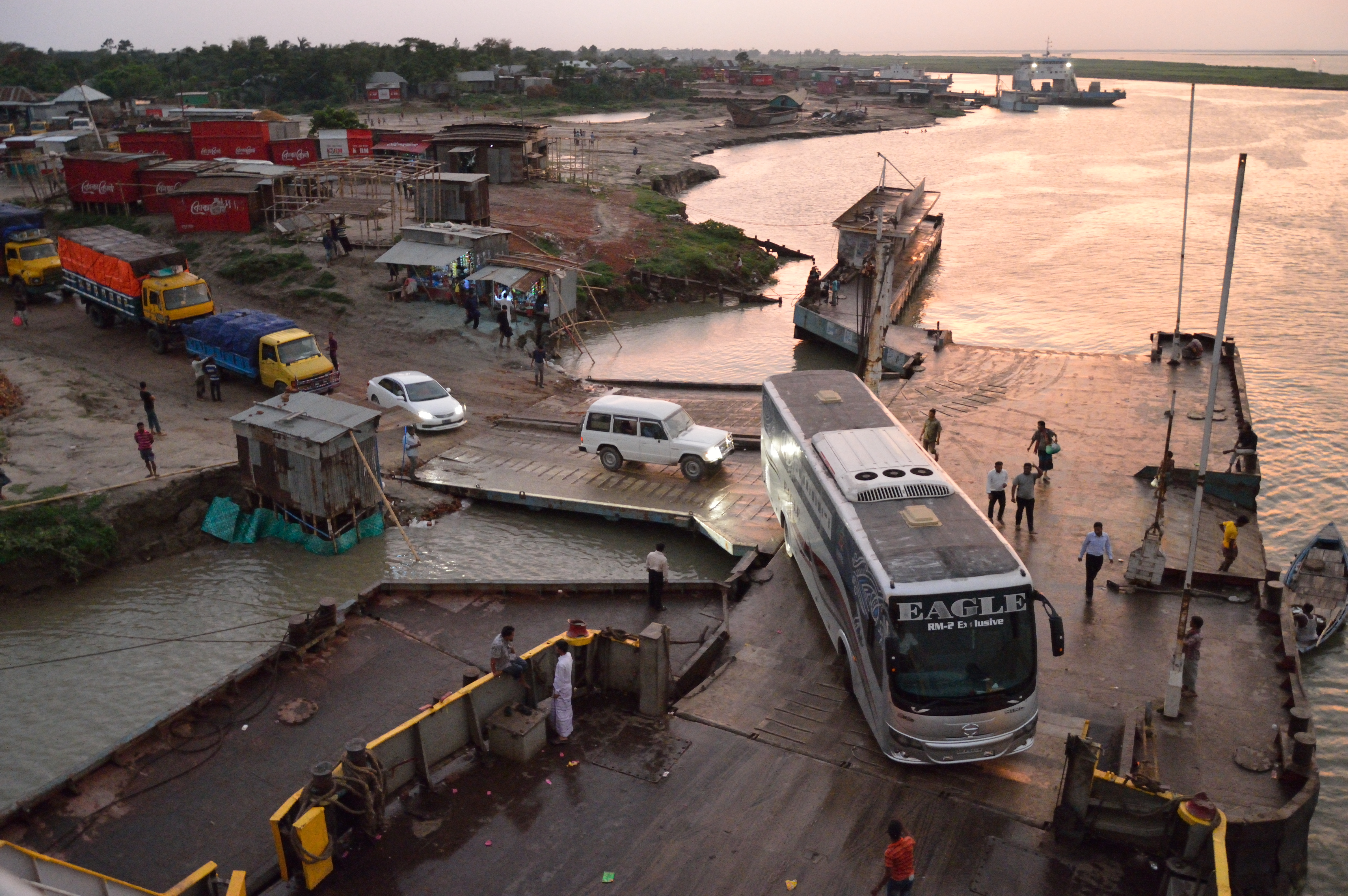
Busbahnhof und Hafen
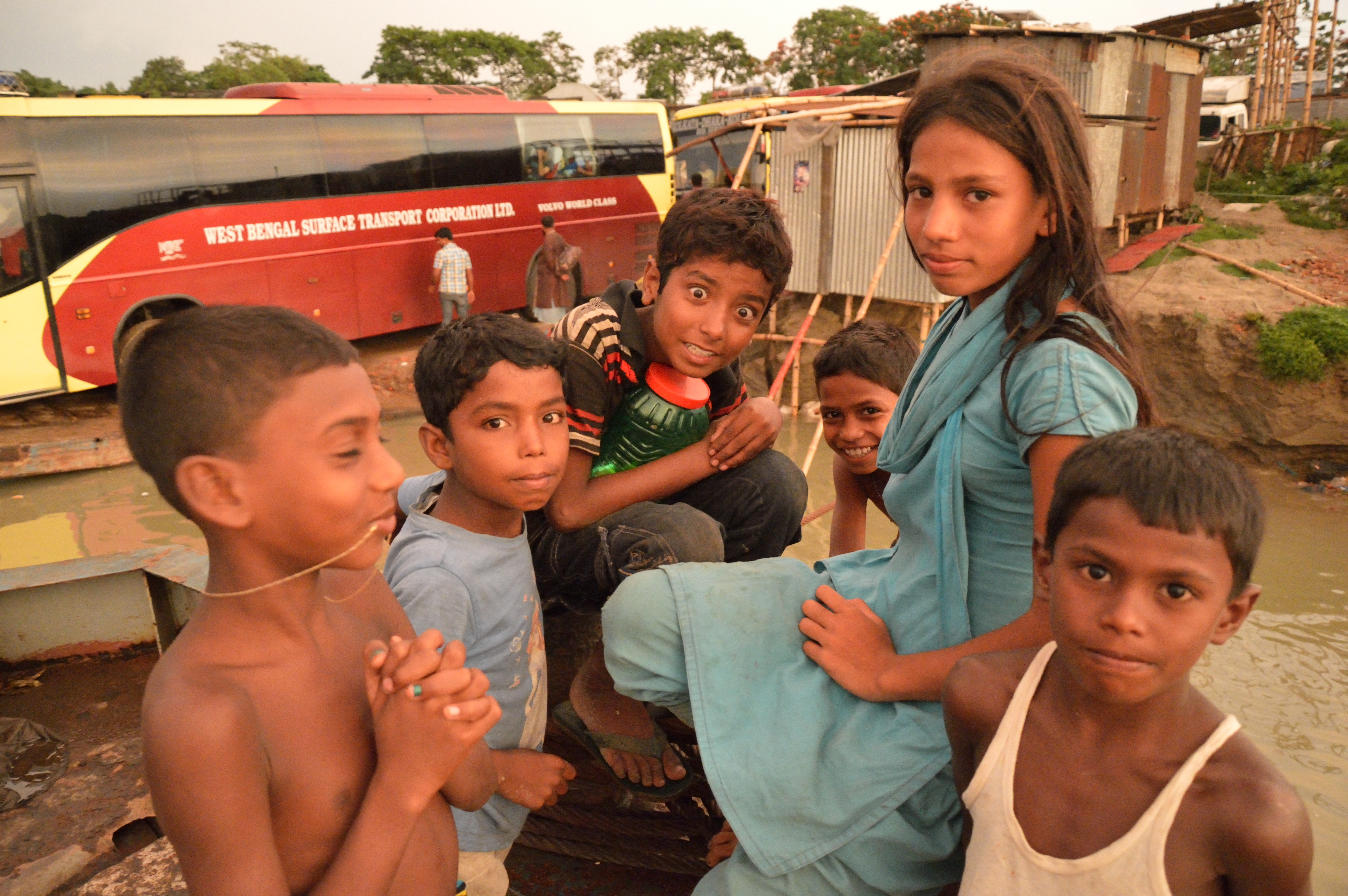
Kinder in Daulatdia
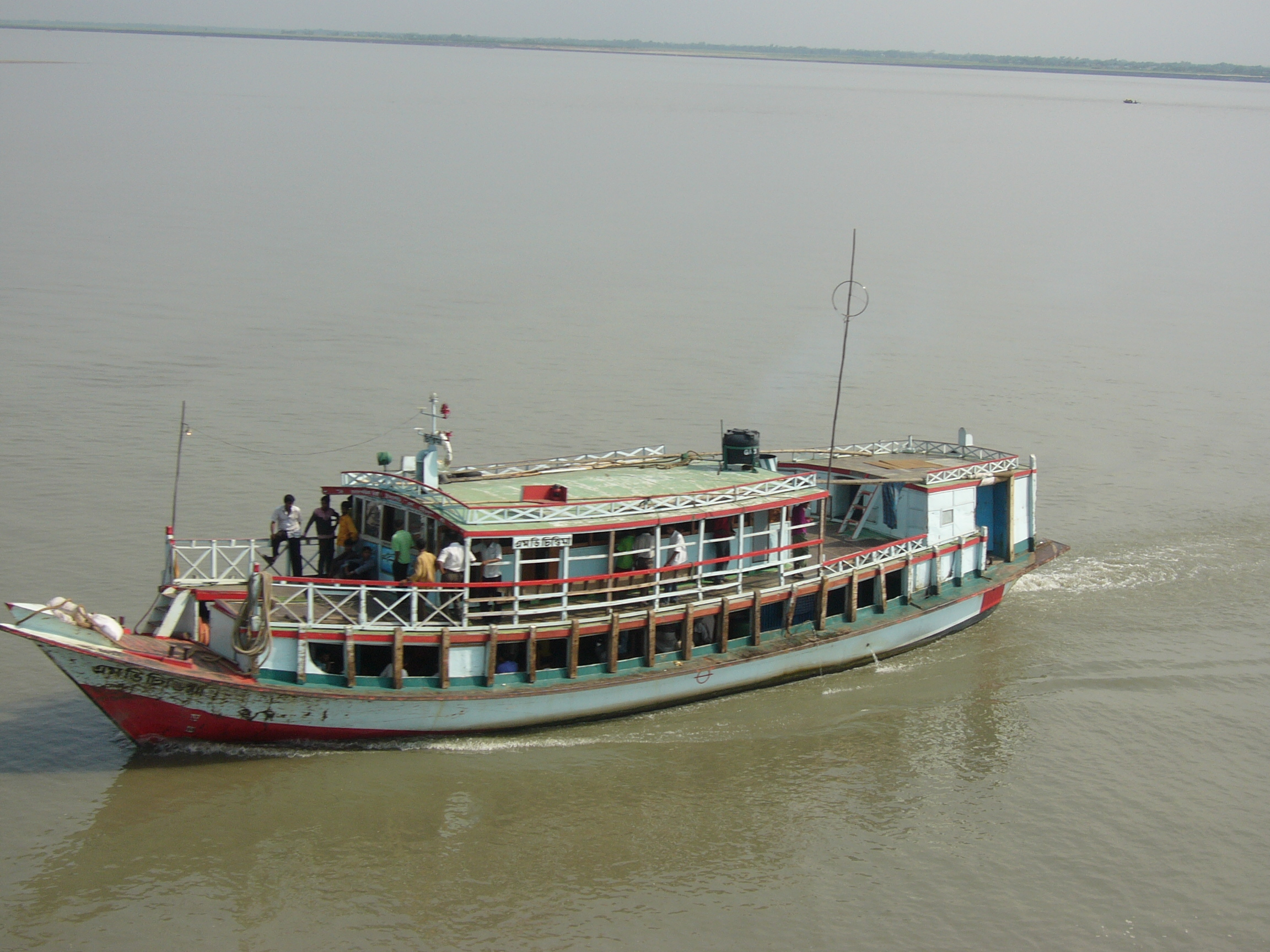
Fähre auf der Padma
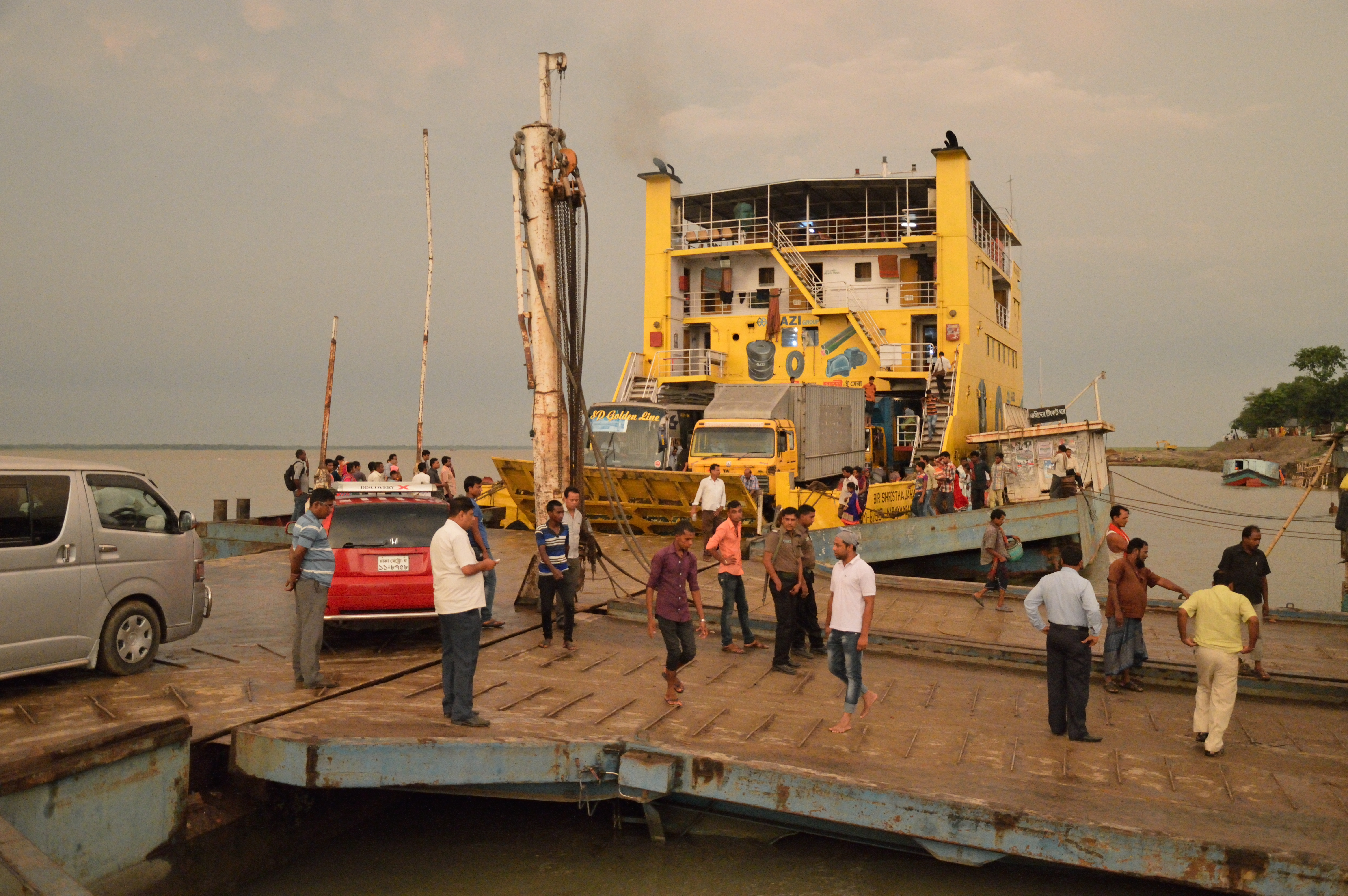
Autofähre